# كأس البرتغال 1927–28
كأس البرتغال 1927–28 (بالبرتغالية: Campeonato de Portugal de 1927–28‏) هو الموسم 7 من كأس البرتغال. أقيم خلال الفترة 4 مارس 1928 وحتى 30 يونيو 1928، وأشرف على تنظيمه اتحاد البرتغال لكرة القدم، وكان عدد الأندية المشاركة فيه 22، وفاز فيه أتليتيكو كلوب دي برتغال.